# Géza Gárdonyi
Géza Gárdonyi (Ziegler), madžarski pisatelj in novinar, * 3. avgust 1863, Agárdpuszta, Avstrijsko cesarstvo, † 30. oktober 1922, Eger, Madžarska. 
Posebej je znan po zgodovinskih romanih Egerski junaki, Zvezde nad Egrom in Atila. Pisati je začel v sredini osemdesetih, skozi nadaljnja leta je napisal nekaj romanov. V svojih srednjih letih, natančneje leta 1897 se je preselil k mami v Eger (današnja severna Madžarska). 

## Znana dela
- Atila, bič božji, roman (COBISS)
- Egerski junaki, roman (COBISS)
- Zvezde nad Egrom, roman (COBISS)